# Áporka
Áporka is een plaats (község) en gemeente in het Hongaarse comitaat Pest. Áporka telt 1165 inwoners (2001).